# ソナギ〜雨上がりの殺意
『ソナギ～雨上がりの殺意』（朝鮮語原題では《소나기 비 갠 오후 》韓国題名：ソナギ 雨上がりの午後）は、 文化放送 (韓国)＆フジテレビの共同制作の韓日合作ドラマである。2002年11月1日に日本の放送局のフジテレビで放送された、全1話のテレビドラマである。韓国では2002年11月15日にMBCで放映された。

## あらすじ
日韓共同制作サスペンスドラマ。主人公(米倉涼子)の兄が韓国ソウルで不審死する。そのため、韓国警察の刑事（チ・ジニ）と、協力し日本と韓国で犯人を捜し行動を共に物語は進む。

## 登場人物

### 主要人物
大月 千鶴
演 - 米倉涼子
洪 大真（ホン・テジン）(韓国の刑事)
演 - チ・ジニ (지진희)
大月 征一郎(千鶴の兄)
演 - 仲村トオル
大月 加奈子(征一郎の妻)
演 - 石田ゆり子

### 周辺人物
- ハンヒ：ギムイファ
- 小日向文世：小宮山
- 平泉成
- 宮迫博之
- チョン・ソンモ
- 松本留美
- 木下ほうか
- 山下和敏
- 中島史恵
- 清水剛
- 成田真央
- 宮迫博之
- 金久美子
- 韓姫

## スタッフ
- 脚本：藤本有紀
- 演出：田島大輔
- プロデュース補 - 加藤早苗、金京希（韓国文化放送）
- 協力プロデューサー：中島久美子（フジテレビ）
- プロデュース：本間欧彦（フジテレビ）、崔昌旭（韓国文化放送）
- 制作協力：バスク、フジアール、ベイシス、TMC砧スタジオ
- 制作：フジテレビ（制作センター）、韓国文化放送（テレビ制作１局）

## 製作
撮影スケジュール

ロケ
日本、韓国

## 備考
日韓ドラマ3部作の一つ。他、2作品は以下。
- Stars Echo〜あなたに逢いたくて〜
- フレンズ